# Бахадыр I Герай
Бахады́р I Гера́й (Баты́р-Гире́й) (крым. I Bahadır Geray, ١ بهادر كراى‎; 1602—1641) — крымский хан из династии Гераев (Гиреев) (1637—1641), сын крымского хана Селямета I Герая. С детства жил в Турции, где получил хорошее образование и выработал критический взгляд на турецкий образ правления. Мечтал уничтожить вассальную зависимость Крыма от Турции, но не преуспел в своём намерении. Всю жизнь ему приходилось балансировать между внешними и внутренними врагами.

## Биография

### Поход против Кан-Темира
Зимой 1636−1637 годов, намереваясь добиться независимости Крыма от Турции, в ходе борьбы против турецкого ставленника Кан-Темира — основателя Буджацкой орды. Принц Бахадыр предпринял поход против буджакских татар, в котором ему сопутствовал отряд запорожских казаков во главе с атаманом Павлюком. Благодаря помощи казаков, которые «в малом числе победили и в прах обратили многочисленного неприятеля», эта кампания закончилась в пользу Батыр-Гирея.

### На Крымском престоле
Став ханом, Бахадыр продолжил политику предшественника в отношениях с крымской знатью. Опирался он прежде всего на союз с кланом Ширин, совместно с которым предпринял новые акции по приведению клана Мансуров к повиновению — что закончилось массовым уходом ногайцев за пределы Крымского полуострова. Бахадыр Герай назначил калгой своего младшего брата Исляма Герая (1637—1641), а нурэддинами стали другие младшие братья Сафа Герай (1637—1640) и Керим (Крым) Герай (1640—1641).
Основной внешнеполитической акцией хана стали переговоры с Турцией и Россией относительно ситуации, сложившейся вокруг турецкой крепости Азак (Азов), взятой донскими казаками в 1637 году. Будучи турецким вассалом, Бахадыр I мечтал, как говорилось выше, о независимости Крыма от Турции. Равным образом, и крымские беи рекомендовали Бахадыру не тратить татарских сил на защиту турецких владений. В связи с этим хан принял решение предоставить султану (падишаху) самому понести основное бремя операции по возвращению Азова.
В мае 1639 года Бахадыр I заманил в Бахчисарай и казнил известного героя-авантюриста Смутного времени, князя Петра-Урака Урусова, который незадолго до этого породнился с Кан-Темиром.
Впоследствии султан всё же вынудил Бахадыра двинуться к Азаку (Азову) на помощь турецким войскам. И в 1641 году, во время Азовского похода, хан заболел чумой и, возвратившись в Крым, скончался в Гёзлеве. Похоронен в Бахчисарае, в отцовском дюрбе, в квартале Хамушан.
Бахадыр I известен как поэт, создавший под псевдонимом «Ремзий» множество прекрасных лирических произведений, некоторая часть которых дошла до наших дней.